# Aora atlantidea
Aora atlantidea is een vlokreeftensoort uit de familie van de Aoridae. De wetenschappelijke naam van de soort is voor het eerst geldig gepubliceerd in 1951 door Reid.